# Robert I. Neapeljski
Karla II. Anžujskega je v Neaplju nasledil sin 'Robert I. Modri, namesto starejšega brata Karla Martela, ki se je ukvarjal s prednostno nalogo: prizadevanjem za ogrski prestol. Kljub slabim potezam v politiki in na bojnem polju, ko je neuspešno poskušal ponovno osvojiti Sicilijo, si je prislužil vzdevek Modri, kar gre pripisati njegovi izredni podpori razvoju znanosti in umetnosti. Po smrti svojega sina je za naslednico na prestolu imenoval mladoletno vnukinjo Ivano Strašno. S tem je prekršil običaj dednega nasledstva in obšel mnoge njene sorodnike, ki so se čutili bolj upravičene naslednike, kar je kraljestvu prineslo obilico težav in končno pripeljalo do izumrtja družine.
1. ↑  https://www.biografiasyvidas.com/biografia/r/roberto_i_el_prudente.htm